# Tieniti forte
| Recensione | Giudizio |
| ---------- | -------- |
| Rockol     |          |

Tieniti forte è il sesto album in studio del cantante italiano Marco Carta, pubblicato il 26 maggio 2017 dalla Warner Music Italy.

## Tracce
1. Il meglio sta arrivando (Alex Vella, Davide Simonetta, Luca Chiaravalli)
2. Dalla stessa parte (Gianluigi Fazio, Gianluca Florulli, Stefano Paviani)
3. Niente di logico (testo: Tony Maiello, Davide Simonetta – musica: Tony Maiello, Davide Simonetta, Enrico Palmosi)
4. Finiremo per volerci bene (Edwyn Roberts, Gianluca Florulli, Gianluigi Fazio)
5. Solamente la pelle (Gianluigi Fazio, Gianluca Florulli, Stefano Paviani)
6. Senza rumore (Davide Simonetta, Gianluca Florulli, Luca Chiaravalli)
7. La destinazione siamo noi (Gianluigi Fazio, Gianluca Florulli)
8. La fine del viaggio (Andrea Bonomo, Davide Simonetta)
9. Comunque vada (Andrea Bonomo, Davide Simonetta, Luca Chiaravalli)
10. Dove il tempo non esiste (Fabio De Martino, Niccolò Bolchi, Massimiliano Pelan, Stefano Paviani)
11. Fuggirò da te (Alex Vella, Davide Simonetta)
12. Inviolabile (Massimiliano Zanotti, Davide Simonetta)

## Formazione
Musicisti
- Marco Carta – voce
- Davide Simonetta – programming
- Giordano Colombo – batterie
- Daniel Bestonzo – pianoforte
- Jacopo Federici – chitarra acustica
- Giovanni Pastoino – programming

Produzione
Davide Simonetta – produttore

## Classifiche
| Classifica (2017) | Posizione massima |
| ----------------- | ----------------- |
| Italia            | 5                 |